# Lưu Văn Quỳ
Lưu Văn Quỳ nghệ danh Lưu Quỳ (sinh ngày 9 tháng 2, 1954), là nhà quay phim, đạo diễn phim tài liệu, đại tá Quân đội Nhân dân Việt Nam. Ông được phong danh hiệu Nghệ sĩ Nhân dân năm 2015, và Giải thưởng Nhà nước về văn học nghệ thuật năm 2020.

## Tiểu sử
Lưu Văn Quỳ sinh ngày 9 tháng 2 năm 1954, quê tại xã Trực Thắng, huyện Nam Trực, tỉnh Nam Định. Ông nhập ngũ tháng 9 năm 1972.

## Tác phẩm

### Quay phim
- 1988: Tiếng gọi, Ka-Chiu-Sa Việt Nam (Phim tài liệu)
- 1989: Nàng Tô Thị mỉm cười (Phim tài liệu)
- 1994: Nơi núi rừng yên ả (Điện ảnh - Phó quay phim)
- 1994: Đường mòn trên biển Đông (Phim tài liệu)
- 1998: Mùa xuân toàn thắng (Phim tài liệu)
- 1999: Gia đình người lính (Phim tài liệu)

### Đạo diễn
- 1999: Cát cháy (Phim tài liệu)
- 2001: Những miền quê họ đến (Phim tài liệu - Đồng đạo diễn)
- 2001: Người anh cả Quân Đội (Phim tài liệu - Đồng đạo diễn - Quay phim)
- 2004: Ký ức thời con gái (Phim tài liệu)
- 2004: Dốc Hạ sĩ (Phim tài liệu)
- 2011: Hoàng Sa trong lòng Tổ quốc (Phim tài liệu)
- 2014: Họ đã sống như thế (Phim tài liệu)
- 2014: Cách nhận biết và xử lý bom mìn (Phim tài liệu)
- Trường Sơn huyền thoại[2] (Phim tài liệu)

- 2018 : Nét văn hóa trong tư tưởng quân sự Hồ Chí Minh[3] (Phim tài liệu)
- 2019: Trại Davis (Phim tài liệu)
- 2019: Đường Trường Sơn - Đường Hồ Chí Minh (Phim tài liệu)

## Khen thưởng
- Nghệ sĩ Ưu tú (2001)
- Nghệ sĩ Nhân dân (2015)
- Huân chương Bảo vệ Tổ quốc hạng Nhì
- Huân chương chiến công hạng 2
- Huân chương Quân kỳ quyết thắng
- Huy hiệu vì sự nghiệp Điện ảnh
- Huy hiệu vì sự nghiệp Báo chí
- Giải thưởng nhà nước về Văn học nghệ thuật (2020)[4]

## Giải thưởng
| Năm  | Sự kiện                                                                                | Giải thưởng                 | Tác phẩm                                       | Chú thích                                                                                           |
| ---- | -------------------------------------------------------------------------------------- | --------------------------- | ---------------------------------------------- | --------------------------------------------------------------------------------------------------- |
| 1988 | Liên hoan phim Quân đội các nước XHCN (tại Bulgaria)                                   | Giải nhì                    | Tiếng gọi                                      | - Quay phim chính - Phim tài liệu                                                                   |
| 1988 | Liên hoan phim Quân đội các nước XHCN (tại Bulgaria)                                   | Bằng khen                   | Ka Chiu Sa Việt Nam                            | - Quay phim chính - Phim tài liệu                                                                   |
| 1989 | Giải thưởng Bộ Quốc Phòng về Văn học, nghệ thuật, báo chí 1984 - 1989                  | Giải A                      | Nàng Tô Thị mỉm cười                           | - Quay phim chính - Phim tài liệu                                                                   |
| 1990 | Liên hoan phim Việt Nam lần thứ 9                                                      | Bằng khen                   | Nơi núi rừng yên ả                             | - Phim điện ảnh - Phó quay phim                                                                     |
| 1994 | Giải thưởng Bộ Quốc Phòng về Văn học, nghệ thuật, báo chí 1989 - 1994                  | Giải B                      | Nơi núi rừng yên ả                             | - Phim điện ảnh - Phó quay phim                                                                     |
| 1994 | Giải thưởng Hội Điện ảnh Việt Nam 1994                                                 | Giải A                      | Đường mòn trên biển Đông                       | - Phim tài liệu - Quay phim                                                                         |
| 1994 | Giải thưởng Hội nhà báo Việt Nam                                                       | Giải C                      | Đường mòn trên biển Đông                       | - Phim tài liệu - Quay phim                                                                         |
| 1996 | Liên hoan phim Việt Nam lần 11                                                         | Bông sen vàng               | Đường mòn trên biển Đông                       | - Phim tài liệu - Quay phim                                                                         |
| 1998 | Giải thưởng Hội Điện ảnh Việt Nam                                                      | Giải B                      | Mùa xuân toàn thắng                            | - Quay phim (tập 2,3,4) - Phim tài liệu                                                             |
| 1999 | Liên hoan phim Việt Nam lần thứ 12                                                     | Bông Sen bạc                | Mùa xuân toàn thắng                            | - Quay phim (tập 2,3,4) - Phim tài liệu                                                             |
| 1999 | Giải thưởng Bộ Quốc Phòng về Văn học, nghệ thuật, báo chí 1994 - 1999                  | Giải Ba                     | Mùa xuân toàn thắng                            | - Quay phim (tập 2,3,4) - Phim tài liệu                                                             |
| 1999 | Giải thưởng Bộ Quốc Phòng về Văn học, nghệ thuật, báo chí 1994 - 1999                  | Giải nhất                   | Đường mòn trên biển Đông                       | - Phim tài liệu - Quay phim                                                                         |
| 1999 | Giải thưởng Hội Điện ảnh Việt Nam                                                      | Giải B                      | Cát cháy                                       | - Phim tài liệu - Đạo diễn                                                                          |
| 2000 | Giải thưởng Hội Điện ảnh Việt Nam                                                      | Giải B                      | Những miền quê họ đến                          | - Phim tài liệu - Đồng đạo diễn                                                                     |
| 2001 | Giải thưởng Hội Điện ảnh Việt Nam 2001                                                 | Giải A - Phim tài liệu nhựa | Người anh cả Quân đội                          | - Phim tài liệu - Đồng đạo diễn: Lê Thi - Quay phim                                                 |
| 2001 | Liên hoan phim Việt Nam lần thứ 13                                                     | Bông Sen bạc                | Người anh cả Quân đội                          | - Phim tài liệu - Đồng đạo diễn: Lê Thi - Quay phim                                                 |
| 2004 | Giải thưởng Bộ Quốc Phòng về Văn học, nghệ thuật, báo chí 1999 - 2004                  | Giải A                      | Người anh cả Quân đội                          | - Phim tài liệu - Đồng đạo diễn: Lê Thi - Quay phim                                                 |
| 2004 | Giải thưởng Bộ Quốc Phòng về Văn học, nghệ thuật, báo chí 1999 - 2004                  | Giải C                      | Ký ức thời con gái                             | - Phim tài liệu - Đạo diễn                                                                          |
| 2004 | Giải thưởng Bộ Quốc Phòng về Văn học, nghệ thuật, báo chí 1999 - 2004                  | Giải C                      | Gia đình người lính                            | - Phim tài liệu - Quay phim                                                                         |
| 2005 | Giải thưởng Hội Điện ảnh Việt Nam                                                      | Khuyến khích                | Ký ức thời con gái                             | - Phim tài liệu - Đạo diễn                                                                          |
| 2007 | Liên hoan phim Việt Nam lần thứ 15                                                     | Băng khen Ban giám khảo     | Ký ức thời con gái                             | - Phim tài liệu - Đạo diễn                                                                          |
| 2009 | Giải thưởng Hội Điện ảnh Việt Nam                                                      | Khuyến khích                | Dốc Hạ sĩ                                      | - Phim tài liệu - Đạo diễn                                                                          |
| 2009 | Giải thưởng Bộ Quốc Phòng về Văn học, nghệ thuật, báo chí 2004-2009                    | Giải A                      | Dốc Hạ sĩ                                      | - Phim tài liệu - Đạo diễn                                                                          |
| 2011 | Liên hoan phim Việt Nam lần thứ 17                                                     | Bông Sen vàng               | Hoàng Sa trong lòng Tổ quốc                    | - Phim tài liệu - Đạo diễn                                                                          |
| 2011 | Liên hoan phim Việt Nam lần thứ 17                                                     | Đạo diễn xuất sắc nhất      | Hoàng Sa trong lòng Tổ quốc                    | - Phim tài liệu - Đạo diễn                                                                          |
| 2011 | Giải Báo chí Quốc gia                                                                  | Giải B                      | Hoàng Sa trong lòng Tổ quốc                    | - Phim tài liệu - Đạo diễn                                                                          |
| 2014 | Giải thưởng Hội Điện ảnh Việt Nam                                                      | Bằng khen                   | Họ đã sống như thế                             | - Phim tài liệu - Đạo diễn                                                                          |
| 2014 | Giải Báo chí Quốc gia                                                                  | Khuyến khích                | Họ đã sống như thế                             | - Phim tài liệu - Đạo diễn                                                                          |
| 2014 | Liên hoan phim môi trường                                                              | Bằng khen                   | Cách nhận biết và xử lý bom mìn                | - Phim tài liệu - Đạo diễn                                                                          |
| 2018 | Giải thưởng sáng tác, quảng bá tác phẩm văn học nghệ thuật, báo chí đợt I (2016-2018). | Giải C                      | Nét văn hóa trong tư tưởng quân sự Hồ Chí Minh | - Phim tài liệu - Đạo diễn - Chủ đề “Học tập và làm theo tư tưởng, đạo đức, phong cách Hồ Chí Minh” |
| 2019 | Liên hoan phim Việt Nam lần thứ 21                                                     | Giải thưởng Ban giám khảo   | Trại Davis                                     | |